# 铝化钛
铝化钛是一种金属间化合物，化学式为TiAl。它质轻，抗氧化，但延展性差。除了TiAl外，Ti3Al和TiAl3等也是已知的，其中，TiAl研究地最多。

## 制备
铝化钛可由金属铝粉和钛粉高温反应得到，或通过三氧化二铝和二氧化钛混合物的钙热还原制得。也有文献报道了可以通过三铝化钛和二氢化钛的反应来制备。